# Barn Islands (Neuseeland)
Barn Islands ist eine kleine unbewohnte Inselgruppe vor der Westküste der Südinsel von Neuseeland.

## Geographie
Die Inselgruppe befindet sich 64 km südwestlich von Haast und westlich der Barn Bay sowie 1,26 km nordwestlich des Mündungsgebietes des Hope River in die Tasmansee. Die mit Abstand größte Insel der Gruppe besitzt eine Länge von 212 m und eine maximale Breite von 53 m und erhebt sich knapp 40 m über dem Meer. Die anderen Inseln ragen zum Teil senkrecht wie Felsnadeln aus dem Meer heraus.
Administrativ zählt die Inselgruppe zum Westland District der Region West Coast.